# دیوید جیمز اسکلرن
جیمز اسکلرن (انگلیسی: David James Skellern؛ زادهٔ ۱۹۵۱) دانشمند در زمینه مهندسی برق اهل استرالیا و از استادان دانشگاه سیدنی است.
همچنین برندهٔ جوایزی همچون نشان استرالیا شده‌است.